# Margattea hemiptera
Margattea hemiptera är en kackerlacksart som beskrevs av Bei-Bienko 1958. Margattea hemiptera ingår i släktet Margattea och familjen småkackerlackor. Inga underarter finns listade i Catalogue of Life.